# Clusia phelpsiana
Clusia phelpsiana är en tvåhjärtbladig växtart som beskrevs av Bassett Maguire. Clusia phelpsiana ingår i släktet Clusia och familjen Clusiaceae. Inga underarter finns listade i Catalogue of Life.